# Colin Dann
Colin Dann, född 1943 i London, Storbritannien, är en brittisk författare av barn- och ungdomsböcker, mest känd är han för boken Djuren i Gamla Skogen (originaltitel: The Animals of Farthing Wood; 1979).